# Montlevicq
Montlevicq település Franciaországban, Indre megyében. Lakosainak száma 106 fő (2022. január 1.). Montlevicq Briantes, Champillet, Lacs, La Motte-Feuilly, Néret, Thevet-Saint-Julien és Vicq-Exemplet községekkel határos.

## Népesség
A település népességének változása:
| Lakosok száma | 205  | 164  | 129  | 106  | 105  | 115  | 115  | 108  | 104  | 106  |
|               | 1968 | 1982 | 1990 | 2006 | 2013 | 2015 | 2017 | 2019 | 2020 | 2022 |